# Abdullah Muhammad Shah II di Perak
Abdullah Muhammad Shah II Ibni Almarhum Sultan Jaafar Safiuddin Muazzam Shah Waliullah (21 settembre 1842 – Kuala Kangsar, 22 dicembre 1922) è stato sultano di Perak in Malaysia dal 1874 al 1877. È noto per aver contribuito all'adozione come inno del Perak di Allah Lanjutkan Usia Sultan, che poi divenne l'inno nazionale della Malaysia.

## Biografia

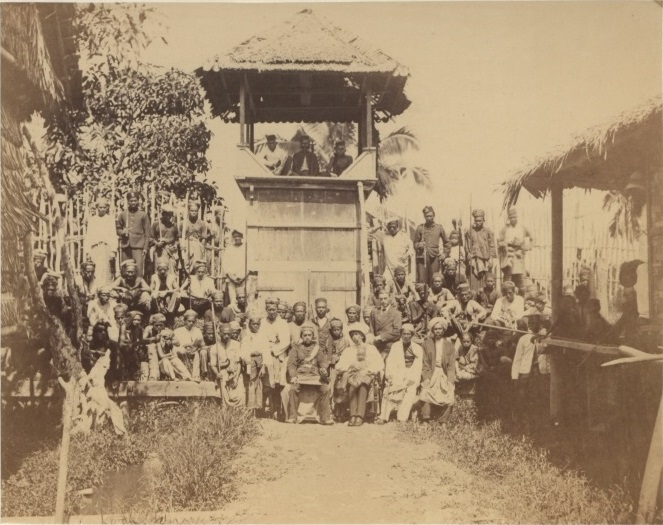
Il sultano Abdullah a Batak Rabit sul fiume Perak nel giugno 1874.

Abdullah Muhammad Shah nacque il 21 settembre 1842. Nel 1865 venne nominato erede al trono.
Qualche anno dopo entrò in conflitto con il sultano Ismail e il 21 febbraio 1872 si autoproclamò sovrano. Il 20 gennaio 1874, con la firma del trattato di Pangkor, gli inglesi lo riconobbero ufficialmente sultano. Venne implicato nell'omicidio del residente britannico James W. W. Burch e fu deposto ed esiliato alle Seychelles il 30 marzo 1877, dove trascorse cinque anni sull'isola di Félicité e poi qualche anno a Mahé. Il 13 marzo gli fu permesso di tornare in Malaysia e si stabilì prima a Singapore e poi a Penang.
Si sposò nove volte ed ebbe ventitré figli, dieci maschi e tredici femmine.
Morì a Kuala Kangsar il 22 dicembre 1922 e ricevette il titolo postumo di Marhum Habibullah.

## Inno di Perak e futuro inno nazionale malese
Terang Bulan, una canzone popolare composta dal paroliere francese Pierre-Jean de Béranger divenne una melodia popolare ed era nota anche sull'isola di Mahé, in quelle che oggi sono le Seychelles. La popolarità del brano si diffuse in tutto l'Oceano Indiano e raggiunse il sud-est asiatico all'inizio del XX secolo. Durante il suo esilio nelle Seychelles l'ex sultano propose di adottarne la melodia come inno reale del Perak, oggi noto come Allah Lanjutkan Usia Sultan.
Al momento dell'indipendenza, ciascuno degli undici stati che componevano la Federazione della Malesia aveva il suo inno, ma non c'era un inno per la Federazione nel suo insieme. Tunku Abdul Rahman, al momento Primo ministro e Ministro degli affari interni, organizzò e presiedette un comitato allo scopo di scegliere un inno nazionale adeguato. Su suo suggerimento fu lanciata una competizione a livello mondiale. Giunsero 514 proposte da tutto il mondo, tra cui una composizione dell'artista Isreal Benton. Nessuna venne ritenuta idonea.
La commissione decise quindi di invitare compositori selezionati di fama internazionale per presentare composizioni a titolo oneroso. I compositori scelti furono Benjamin Britten, Sir William Walton, che aveva recentemente composto la marcia per l'incoronazione della regina Elisabetta II, il compositore d'opera americano Gian Carlo Menotti e Zubir Said, che più tardi compose Majulah Singapura, l'inno di Singapore. Nemmeno le loro proposte vennero accolte.
La commissione pensò quindi all'inno del Perak. Il 5 agosto 1957 fu selezionato grazie al "sapore tradizionale" della sua melodia. Il nuovo testo dell'inno nazionale fu scritto dalla commissione.